# Alexandra Bircken
Pour les articles homonymes, voir Bircken.
Alexandra Bircken, née en 1967 à Cologne (Allemagne), est une artiste allemande.
Elle est basée à Berlin et à Munich. Elle crée des assemblages composés d'objets du quotidien tels que du bois, des fragments tricotés et des brindilles.
Son travail comporte de fortes références aux pratiques artisanales traditionnelles et au monde naturel, d'où elle tire ses matériaux.

## Jeunesse et éducation
Alexandra Bircken est née à Cologne, en Allemagne, en 1967. Au lycée, elle se lie d'amitié avec Lutz Hülle et Wolfgang Tillmans.
Bircken obtient une licence en design de mode au Central Saint Martins College of Art and Design de Londres en 1995, après quoi elle fonde sa propre marque de mode.
En 2000, Alexandra Bircken retourne à Central Saint Martins, où elle est professeur jusqu'en 2008. Elle a reçu des résidences d'artistes au Kölnischer Kunstverein de Cologne (2004), au Studio Voltaire de Londres (2011) et au British Council de Harare, au Zimbabwe (2014),,.
Depuis 2018, Alexandra Bircken est professeur à l'Académie des beaux-arts de Munich.

## Expositions
Les œuvres d'Alexandra Bircken ont été exposées au Museum Abteiberg de Mönchengladbach, au Kunstverein de Hanovre, au New Museum de New York, à la National Gallery of Zimbabwe, au  Stedelijk Museum d'Amsterdam, au Hepworth Wakefield dans le West Yorkshire et à la Whitechapel Gallery de Londres. En 2019, son travail a été inclus dans l'exposition collective May You Live In Interesting Times, organisée par Ralph Rugoff et présentée à la 58e exposition internationale d'art de la Biennale de Venise en Italie,,,,,.
En 2024, pour la triennale Beaufort, elle expose à Nieuport, en Belgique, son œuvre Top Down / Bottom Up. Cette œuvre, située sur le site du monument au roi Albert Ier, est constituée d'une statue d'une gymnaste faisant le poirier au sommet du monument et de son double en dessous d'elle, au pied du monument, se tenant sur la pointe des pieds et les bras tendus.

### Expositions personnelles
| Date | Exposition                        | Lieu                                             |
| 2019 | Unruhe                            | Secession, Vienna, AT                            |
| 2018 | Mammal                            | Studio Voltaire, London, UK                      |
| 2017 | Stretch                           | Museum Abteiberg, Mönchengladbach, DE            |
| 2017 | Stretch                           | Crédac, Ivry-sur-Seine, FR                       |
| 2017 | Ping                              | BQ, Berlin, DE                                   |
| 2016 | Parallelgesellschaften            | K21 Ständehaus, Düsseldorf, DE                   |
| 2016 | Stretch                           | Kunstverein Hannover, Hannover, DE               |
| 2016 | Needle                            | Herald St, London, UK                            |
| 2015 | Cagey                             | Piece*Unique, Cologne, DE                        |
| 2014 | [ 26 ]                            | Museum Boijmans van Beuningen, Rotterdam, NL     |
| 2014 | Eskalation                        | The Hepworth Wakefield, Wakefield, UK            |
| 2014 | B.U.F.F.                          | BQ, Berlin, DE                                   |
| 2013 | Inside out                        | BQ, Berlin, DE                                   |
| 2012 | [ 30 ]                            | Herald St, London, UK                            |
| 2012 | Hausrat                           | Kunstverein Hamburg, Hamburg, DE                 |
| 2012 | Ganzjährige Präsentation im Foyer | Bonner Kunstverein, Bonn, DE                     |
| 2011 | [ 33 ]                            | Studio Voltaire, London, UK                      |
| 2011 | Think of me                       | Kimmerich, New York, US                          |
| 2010 | Blondie                           | Kölnischer Kunstverein, Cologne, DE              |
| 2010 | STORNO                            | BQ, Los Angeles, US                              |
| 2009 | Crossings                         | Herald St, London, UK                            |
| 2009 | Alles muß raus!                   | BQ, Berlin, DE                                   |
| 2008 | Ursula Blickle Stiftung           | Kraichtal-Unteröwisheim, DE                      |
| 2008 | Open Space                        | BQ, Art Koln 08, Cologne, DE                     |
| 2008 | Units                             | Docking Station, Stedelijk Museum, Amsterdam, NL |
| 2007 | Holz                              | Gladstone Gallery, New York, US                  |
| 2007 | Statements                        | Herald St, Art Basel 37, Basel, CH               |
| 2007 | Holz                              | Gladstone Gallery, New York, US                  |
| 2006 | [ 42 ]                            | BQ, Cologne, DE (cat)                            |
| 2005 | [ 42 ]                            | Herald St, London, UK                            |
| 2004 | [ 42 ]                            | BQ, Cologne, DE (cat)                            |